# Петрички инцидент
Петричкият инцидент (на гръцки: Επεισόδιο του Πετριτσίου) е граничен конфликт между България и Гърция от 1925 година. След убийство на гръцки войник гръцки части нахлуват на българска територия и окупират 10 български села. Конфликтът е успешно разрешен от Обществото на народите.

## История
На 19 октомври 1925 година при граничен пост № 1 на прохода Демир капия в Беласица гръцки войник навлиза в българска територия и след предупреждение е застрелян в 14 часа от български граничари. Гръцки граничари се опитват да приберат тялото и започва престрелка.
Готвещият се за избори диктатор в Гърция генерал Теодорос Пангалос използва инцидента, разпалва националистическа истерия в страната и на 22 октомври 1925 година, без да обявява война, заповядва на 6-а гръцка дивизия, разположена край Сяр, да нахлуе в България. Девет батальона с планинска артилерия, картечници и минохвъргачки форсират българската граница на фронт от 30 km и навлизат на 10 – 12 km в страната, завземат десет български крайгранични села: Кулата, Чучулигово, Марино поле, Марикостиново, Долно Спанчево, Ново Ходжово, Пиперица, и Лехово, източно от река Струма и Тополница и Картечно, западно от нея.
Гърците атакуват и град Петрич, но са отблъснати на няколко километра пред него от малобройната погранична стража и доброволците от ВМРО, които наброяват около 4000 бойци. За по-добро координиране на местната отбрана ЦК на ВМРО изпраща в града Йордан Гюрков. На 23 октомври в Петрич е формиран организационен кризисен щаб, начело с войводата Георги Въндев и помощник Борис Бунев, боеви инструктор. Щабът поема координацията на местната отбрана. По левия бряг на Струма комендант на четите е Зисо Попов, който има заслуга за отблъскването на гръцките войски. Около 15 000 бежанци са евакуирани във вътрешността на страната.
Шеф на българската военна отбрана, по целия фронт на гръцкото навлизане е полковник Минчо Банковски, по това време началник на Седми пехотен рилски полк. Като представител на щаба на армията в района на събитията е изпратен полковник Пенчо Златев, а от страна на правителството – Кимон Георгиев.
Военният министър Иван Вълков изпраща подкрепления към зоната на конфликта, но изрично се разпорежда да не се оказва сериозна съпротива. За усилване на границата и спиране на гръцкото нашествие щабът на българската армия разчита не само на местното население, но и на временните доброволци от Петрички окръг. В защита на южната граница се отправят членове на ВМРО от Горноджумайско, Разложко и Неврокопско. Мобилизирани са и бивши фронтоваци от Кюстендилско, Радомирско, Самоковско и Ихтиманско. След героична съпротива на доброволците и пограничната стража на 29 октомври гръцките войски са принудени да се изтеглят зад границата. След себе си те оставят опожарени и ограбени села, отвлечен добитък, убити невинни хора, разпиляна селскостопанска реколта. Според Иван Михайлов гръцките жертви по време на инцидента са над 120 убити войници. Българската страна дава 19 жертви, от които 4 войници и 1 офицер, 4 милиционери доброволци и 10 мирни местни жители.
Правителството в София реагира тактично и разчита не на военно, а на политическо решение. Отправя меморандум до Обществото на народите и Великите сили, които току-що са постигнали споразумение на конференцията в Локарно, за спиране на гръцкото нашествие.
Чуждестранните кореспонденти, особено Рубен Маркъм, описват грабежите, палежите и убийствата, причинени от гръцките войски. Обществото на народите назначава международна анкетна комисия, която на място разследва причините за конфликта. На 29 октомври Съветът на Обществото на народите назначава анкетна комисия с председател английския посланик в Мадрид Хорас Ръмболд и членове френския дивизионен генерал Бернар Серини, италианския дивизионен генерал Карло Ферарио, шведския министър в Хага Патрик Адлеркройц и нидерландския депутат Питер Дроглевер Фортайн. Комисията трябва да проучи положението в засегнатите райони, да определи стойността на обезщетението и да излезе с препоръки пред Обществото на народите и пред двете правителства. След три седмици проучване на положението и обиколка из местата на инцидента анкетната комисия на Ръмболд подготвя доклад от 15 страници, който представя пред Съвета на народите. В него гръцкото нахлуване е определено като необосновано. Гръцкото правителство е виновно за загубите и страданията на българското население и то дължи нужното обезщетение. В доклада е записано
| „ | Ние вярваме, че всички членове на Съвета ще споделят нашето схващане и ще се произнесат в полза на великия принцип, според който в случай, когато една територия е накърнена без достатъчно основание, обезщетение се дължи и ако в момента на събитието, страната, която е извършила нарушението, е вярвала, че обстоятелствата оправдават нейните действия. | “ |

Гърция е заклеймена като агресор от Обществото на народите и наказана да заплати на България 30 милиона лева като обезщетение за щетите от материален и морален характер, тъй като според комисията заповяданото от гръцкото правителство нахлуване в българската територия не е имало достатъчно основания. От тази сума 1 милион и 200 хиляди са дадени на онези петричани, които взимат участие при отбраната на града. Но те се отказват от личното обезщетение и даряват парите за построяването на сграда на Петричката непълна смесена гимназия, която дотогава се помещава в частната къща на Атанас Маджаров. Строителството започва в началото на 1926 година. Парите свършват, без да е завършена сградата. Тогава петричани се самооблагат. Тютюнопроизводителите отделят по един лев на килограм тютюн, а служителите – по една или повече месечна заплата в зависимост от сумата, която получават. През есента на 1929 година новата сграда на Петричката гимназия отваря врати. На следващата 1930 година общинското ръководство определя улицата, която огражда южната страна на гимназията, да се казва „22 октомври“ – денят, в който жителите на Петрич не допускат гръцките нашественици до своя град.
Дипломатическият провал на Гърция в Петричкия инцидент се отразява тежко на репутацията на генерал Пангалос и той губи изборите.
На 31 октомври 1937 година по повод 25-ата годишнина от освобождението на Петрич от османска власт, в града е открит паметникът „Загинали за родината“. Върху една от мемориалните му паметни плочи са изписани имената и на загиналите петричани в събитията от есента на 1925 година.